# CLUH
CLUH‏ (Clustered mitochondria homolog) هوَ بروتين يُشَفر بواسطة جين CLUH في الإنسان.